# Aennchen Schumacher

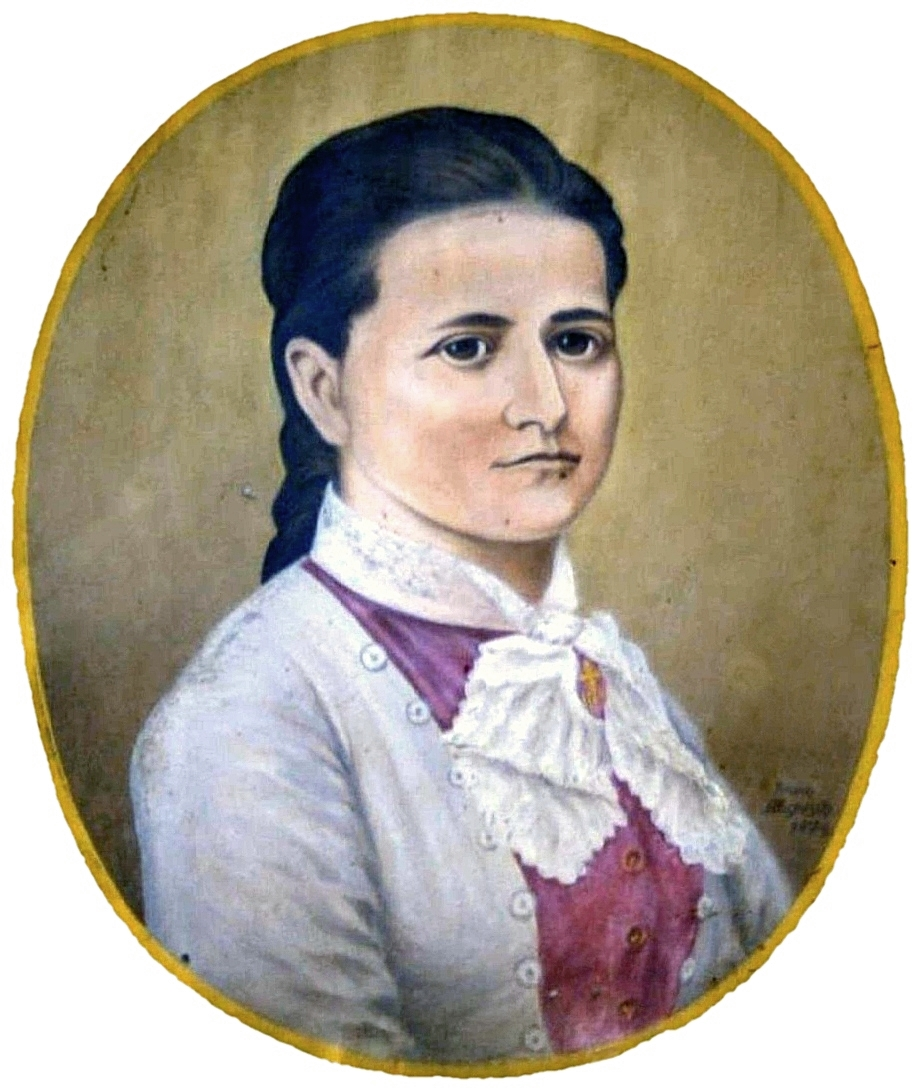
Porträt der Aennchen Schumacher, nach einer Fotografie von 1877, vormals an der Hauswand ihres Gasthofes in Bonn-Bad Godesberg

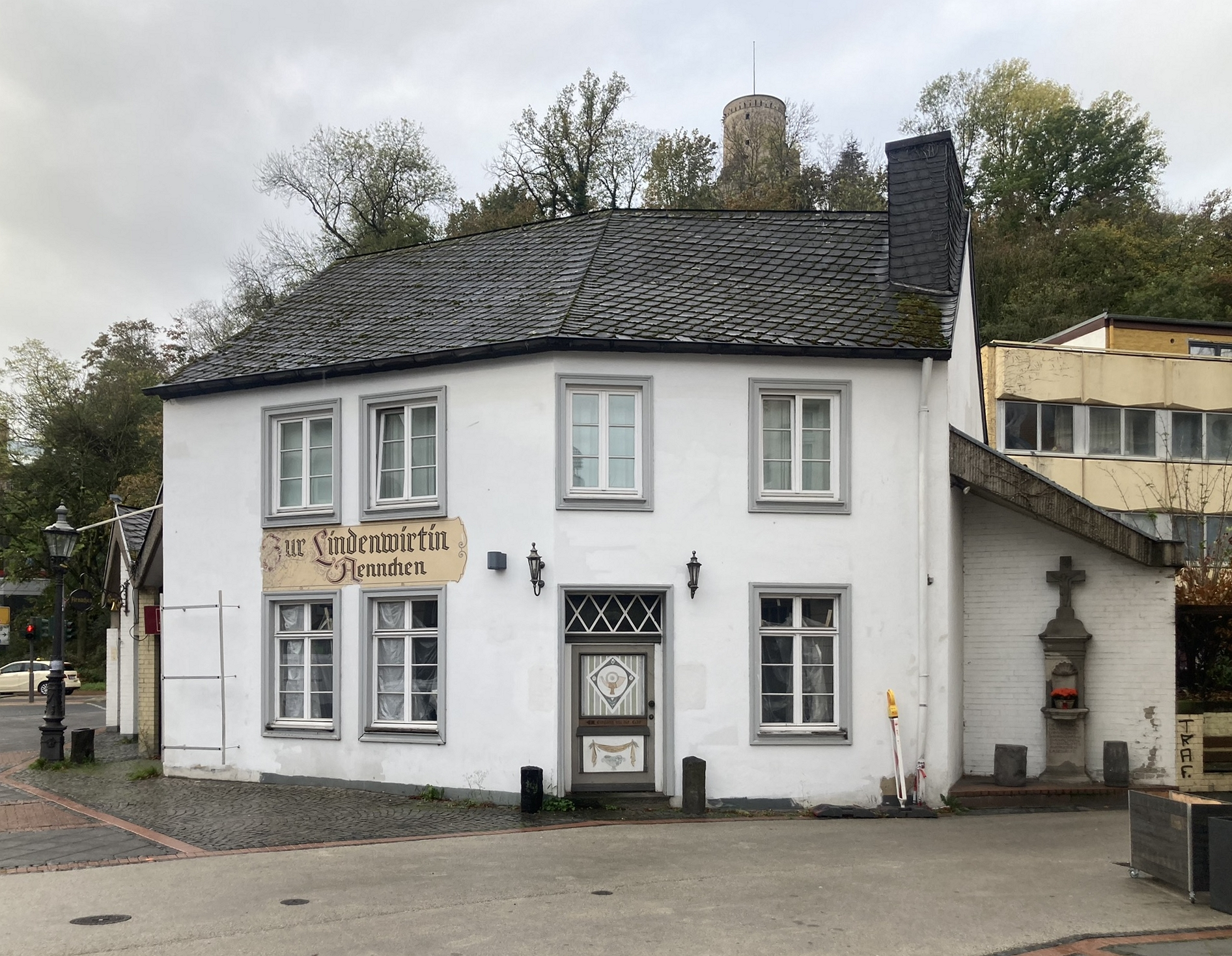
Gasthof „Zur Lindenwirtin Aennchen“ (Neubau von 1974), seit Herbst 2015 leer stehend.

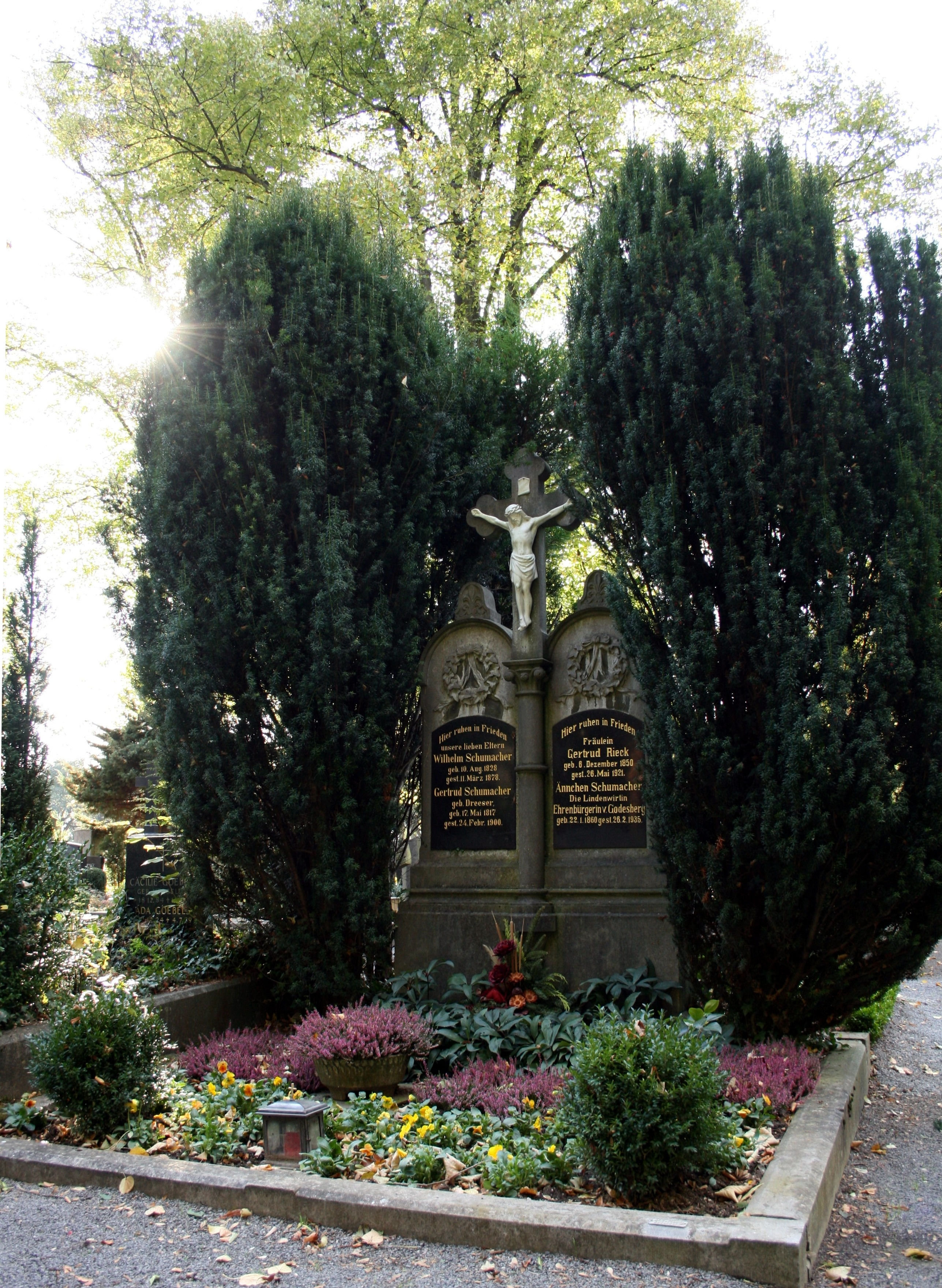
Grabstätte auf dem Burgfriedhof Godesberg

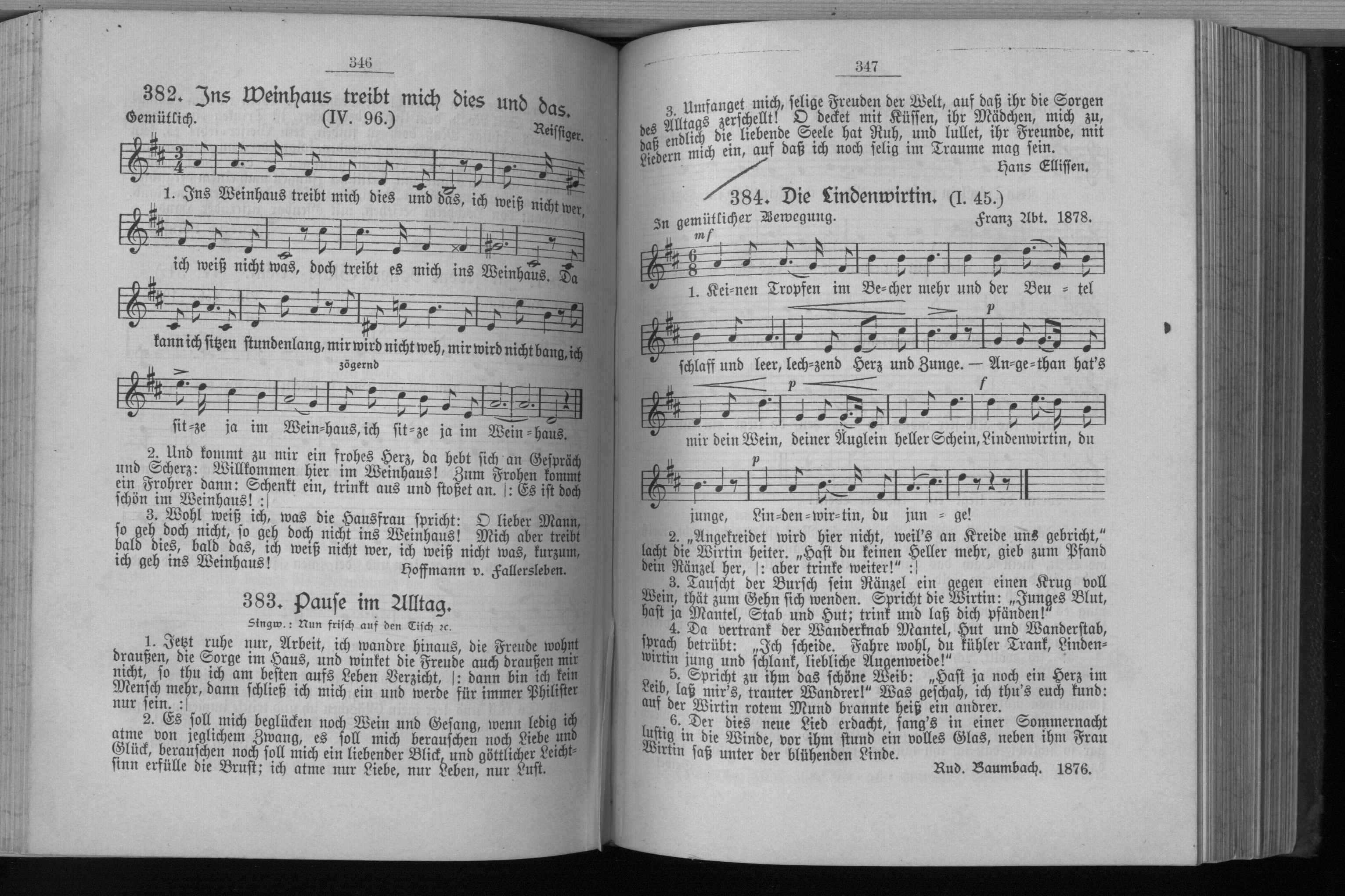
Allgemeines Deutsches Kommersbuch. S. 347: Lied 384 – Die Lindenwirtin

Aennchen Schumacher (* 22. Januar 1860 in Godesberg; † 26. Februar 1935 in Bad Godesberg) war eine besonders bei Studenten berühmte Wirtin und Sammlerin studentischen Liedguts (Autorin des Ännchen-Liederbuchs). Das von ihr selbst angegebene und auch gefeierte Geburtsdatum 24. Januar ist ausweislich der Geburtsregister verkehrt, wird aber bis heute immer wieder zitiert.

## Leben und Werk
Aennchen Schumacher übernahm gerade 18-jährig nach dem Tod ihres Vaters, des Gastwirts Wilhelm Schumacher († 11. März 1878), die Leitung des „Gasthofs zum Godesberg“ gemeinsam mit ihrer Mutter und ihrer Schwester Gertrud Rieck. Ihr rheinischer Frohsinn, ihre liebenswürdige Autorität und ungewöhnliche Musikalität machten den Gasthof bald zu einem der beliebtesten studentischen Treffpunkte Deutschlands. Am 4. Dezember 1891 kauften die Schwestern das Gasthaus von ihrer Mutter und bauten es aus.
Ihren Beinamen „Lindenwirtin“ verdankt sie dem noch heute bekannten Studentenlied Keinen Tropfen im Becher mehr, gedichtet von Rudolf Baumbach 1877, in dem eine namenlose „Lindenwirtin“ auftritt:
Keinen Tropfen im Becher mehr

und der Beutel schlaff und leer,

lechzend Herz und Zunge,

Angetan hat's mir der Wein,

deiner Äuglein heller Schein,

Lindenwirtin, du junge!
Die Idee zu dem Lied kam Baumbach in seiner Zeit als Lehrer in Triest. Auf einer Wanderung in der Steiermark hörte er ungewollt ein Gespräch von zwei Bäuerinnen, die sich gegenseitig ihre Not klagten: „Sie pfänden einem auch alles ab; nächstens werden sie einem auch noch das Herz im Leibe pfänden!“ Baumbach und Ännchen Schumacher sind sich nie begegnet.
Bereits zu Anfang der 1840er Jahre wurde das „Gretchen von Plittersdorf“, die Tochter der tatsächlichen Lindenwirtin Agnes Mundorf (des heutigen Schaumburger Hofs) von vielen Studenten verehrt und besungen. Ännchen Schumacher entdeckte ihrer eigenen Angabe zufolge das Lied 1885 auf der Suche nach Liedern für ihre eigene Sammlung. Ihr gefielen Text und Melodie (komponiert von Franz Abt 1884) so sehr, dass sie es den Studenten in ihrem Gasthaus vorspielte und beibrachte. Das Lied wurde von allen Studentenverbindungen mit Freude aufgenommen und gesungen. Schließlich verging kein Abend, an dem das Lied nicht gesungen wurde. So trug Ännchen Schumacher maßgeblich zur Volkstümlichkeit des Liedes bei.
Schließlich wurde zum Lied noch eine 7. Strophe hinzugedichtet, in der Ännchen selbst mit der Lindenwirtin identifiziert wurde.
In ihrer Biographie erklärt Ännchen Schumacher die Urheberschaft dieser siebten Zusatzstrophe: Demnach schrieben diese Tacke und Dafert an einem Sonntagmorgen nach dem Besuch ihres Gasthofes am Vortag und trugen sie Ännchen Schumacher noch am selben Tage vor. Wenig später wurde im Lindensaal, als wieder einmal „die Lindenwirtin“ gesungen wurde, von diesen Herren des Stammtisches von Zimmer 4 (Zimmer der Poppelsdorfer Herren) ein Silentium diktiert und anschließend die folgende 7. Zusatzstrophe den anwesenden Studenten erstmals vorgetragen:
Wißt ihr, wer die Wirtin war,

schwarz das Auge, schwarz das Haar?

Ännchen war's, die Feine.

Wißt ihr, wo die Linde stand,

jedem Burschen wohlbekannt?

Zu Godesberg am Rheine.
Ännchen Schumacher wehrte sich anfänglich nach Kräften dagegen, dass sie Lindenwirtin genannt wurde, weil sie – wie sie selbst schreibt – „nicht so zärtlich veranlagt war“. Allerdings war das vergebens. Infolge dieser an sie herangetragenen Identifikation benannte Ännchen Schumacher 1891 ihren Gasthof in „Zur Lindenwirtin“ um. Sie betrieb die Gastwirtschaft bis zum Ende des Ersten Weltkriegs.
Die vielen Studentenlieder, die in ihrer Wirtschaft gesungen wurden, schrieb sie auf und brachte sie zuerst als Kleines Kommersbuch (1903) heraus, welches in späteren Auflagen den Untertitel Aennchen-Liederbuch erhielt (Illustriertes Kommersbuch (Ännchen-Liederbuch), Godesberg 1924).
Jeden Abend fanden sich über 500 Studenten der verschiedensten studentischen Verbindungen friedlich im Gasthof zusammen. Dieser Zustand war weitläufig als „Bad Godesberger Burgfrieden“ bekannt. Das „Ännchen“ wurde liebevoll die „Mutter der Studenten“ genannt und war für ihre weit über die Belange des Gasthofes gehende Fürsorge bekannt. Heute wird sie auch als Godesbergs „erste Influencerin“ gesehen. An ihrem 65. Geburtstag wurde sie zur Ehrenbürgerin von Bad Godesberg (damals noch eigenständig; heute zu Bonn gehörend) ernannt.
Zu ihrem 75. Geburtstag, kurz vor ihrem Tod, trafen etwa 5000 Glückwunschkarten aus der ganzen Welt ein, viele nur mit „Aennchen in Deutschland“ adressiert, und sogar der vormalige deutsche Kaiser Wilhelm II. gratulierte. Über die Feier berichteten der Deutschlandsender und die Reichssender Köln, München, Frankfurt, Breslau und Hamburg.

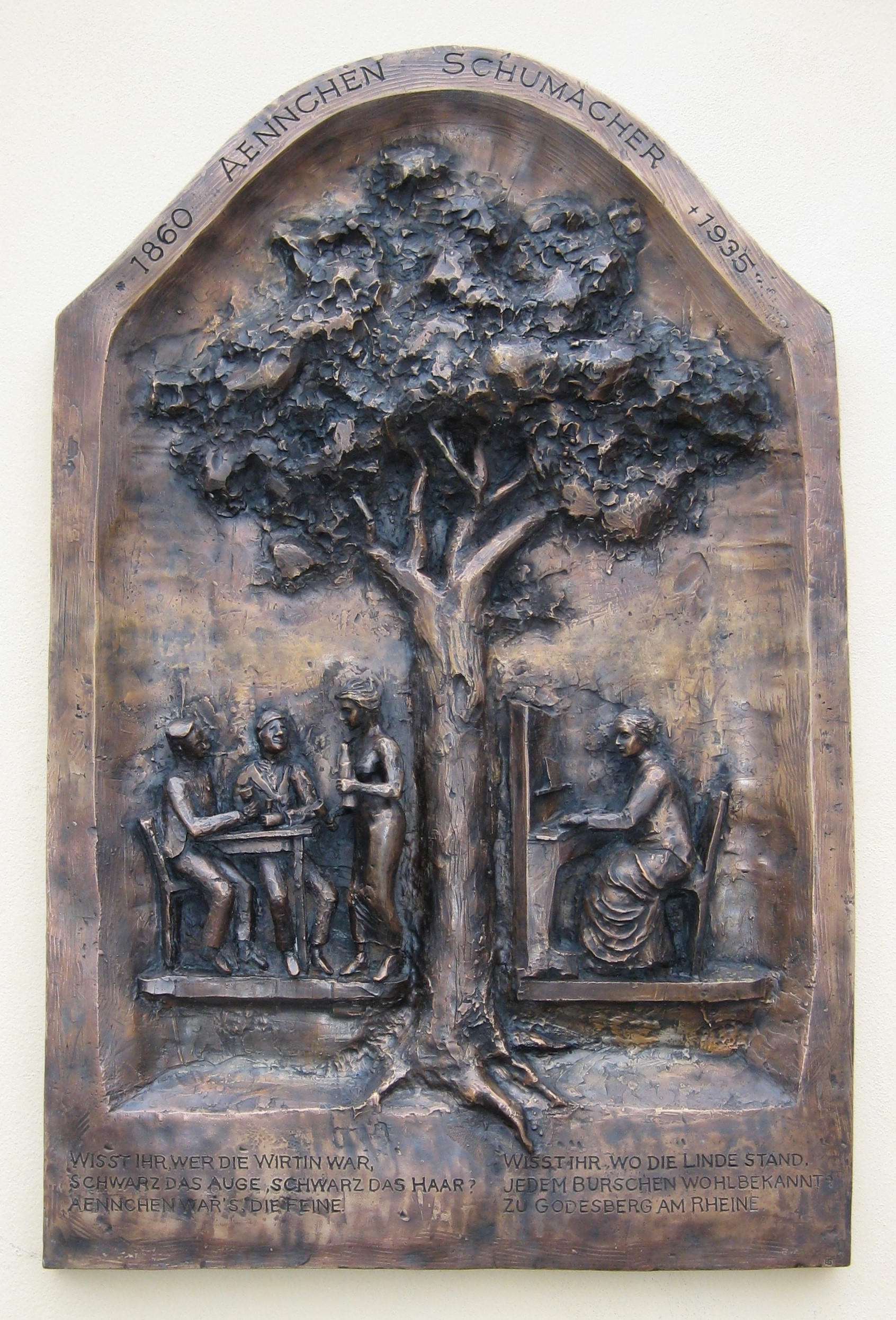
Ernemann Sander: „Aennchen Schumacher“ – Bronzerelief (hing zeitweise an der Fassade des Gasthofs „Zur Lindenwirtin Aennchen“; enthüllt am 22. Januar 2010, dem 150. Geburtstag von Aennchen Schumacher)

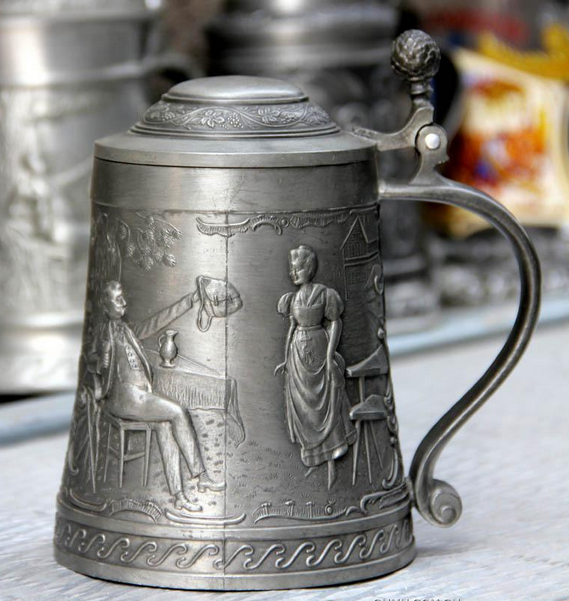
Kleiner Zinnbecher Frieling Zinn Vitrinenstück Pokal Lindenwirtin

Eine der wohl berühmtesten Postkarten erreichte die Lindenwirtin „Aennchen“ aber 1902 aus Kiautschou in China. Offiziere der kaiserlichen Marine gaben als Adresse nur ein kleines „n“ und Deutschland an. Die seltsamste und wohl auch kürzeste Anschrift, die jemals für eine Postkarte verwendet wurde, genügte, um die Karte um den halben Erdball ans Ziel ihrer Bestimmung zu bringen. Der Kleinbuchstabe „n“ steht für „n-chen“ = „Aennchen“, der Name von Wirtin und Restaurant.

## Ehrungen
- 1925 wurde Aennchen Schumacher die Ehrenbürgerschaft der Stadt Godesberg verliehen. Bis heute ist sie die einzige Frau, der diese Ehrung in Bonn und seinen eingemeindeten Stadtteilen zuteilwurde.
- Aennchen Schumacher wurde Ehrenmitglied bei der ATV Gotia (heute Gotia-Suevia Bonn) im ATB, bei der WV Arkadia Bonn im DWV und bei der KDStV Novesia Bonn im CV.[4]
- In Bonn-Bad Godesberg wurden eine Aennchenstraße[5], ein Aennchenplatz[6] und ein inzwischen geschlossenes Restaurant nach ihr benannt.

## Werke
- Ännchen Schumacher: Biographie von Ännchen Schumacher Godesberg. Godesberger Kommersbuchverlag, 1929, S. 95 f. (Textergänzungen: Hopkins, Merk Wien)
- Kommersbuch. Grosse Illustrierte Klavierausgabe. Sammlung von Aennchen Schumacher Godesberg. Godesberg [1924].